# Adam Zbořil
Adam Zbořil (* 28. srpna 1995, Brno) je český hokejový útočník a bývalý mládežnický reprezentant, hrající za extraligový tým HC Kometa Brno, jehož je odchovancem. V juniorské kategorii hrál také jeden ročník v kanadské QMJHL a ve Finsku, kde navíc nastupoval v letech 2015–2017 za seniorské kluby SaiPa, KeuPa HT a IPK. Před návratem do Brna v prosinci 2021 hrál za HC Nové Zámky, Mladou Boleslav a Berany Zlín. Jeho bratrem je Jakub Zbořil, bývalý hráč Bostonu Bruins, jehož HC Dynamo Pardubice s Kometou Adam Zbořil porazil ve finále extraligového play off 2024/2025.

## Statistiky

### Klubové statistiky
| Sezóna      | Klub                  | Soutěž       |     | Základní část | Základní část | Základní část | Základní část | Základní část |   | Play off | Play off | Play off | Play off | Play off |
| Sezóna      | Klub                  | Soutěž       | Z   | G             | A             | B             | TM            | Z             | G | A        | B        | TM       |          |          |
| 2012/13     | Acadie–Bathurst Titan | QMJHL        | 57  | 9             | 15            | 24            | 32            | —             | — | —        | —        | —        |          |          |
| 2013/14     | SaiPa 20              | U20 SM-liiga | 40  | 11            | 19            | 30            | 73            | —             | — | —        | —        | —        |          |          |
| 2014/15     | SaiPa 20              | U20 SM-liiga | 39  | 21            | 35            | 56            | 112           | 7             | 3 | 5        | 8        | 4        |          |          |
| 2014/15     | KeuPa HT              | Mestis       | 3   | 1             | 0             | 1             | 8             | —             | — | —        | —        | —        |          |          |
| 2015/16     | SaiPa 20              | U20 SM-liiga | 37  | 27            | 27            | 54            | 67            | —             | — | —        | —        | —        |          |          |
| 2015/16     | SaiPa                 | Liiga        | 1   | 0             | 0             | 0             | 2             | —             | — | —        | —        | —        |          |          |
| 2015/16     | KeuPa HT              | Mestis       | 3   | 0             | 1             | 1             | 4             | —             | — | —        | —        | —        |          |          |
| 2016/17     | IPK                   | Mestis       | 48  | 4             | 10            | 14            | 38            | —             | — | —        | —        | —        |          |          |
| 2017/18     | HC Nové Zámky         | SLH          | 56  | 12            | 20            | 32            | 30            | 4             | 0 | 2        | 2        | 16       |          |          |
| 2017/18     | HC Nové Zámky B       | 1. SLH       | 1   | 0             | 0             | 0             | 0             | —             | — | —        | —        | —        |          |          |
| 2018/19     | HC Nové Zámky         | SLH          | 56  | 19            | 16            | 35            | 81            | 4             | 1 | 2        | 3        | 4        |          |          |
| 2018/19     | HC Nové Zámky B       | 1. SHL       | 3   | 3             | 2             | 5             | 16            | —             | — | —        | —        | —        |          |          |
| 2019/20     | BK Mladá Boleslav     | ČHL          | 51  | 13            | 18            | 31            | 38            | —             | — | —        | —        | —        |          |          |
| 2020/21     | BK Mladá Boleslav     | ČHL          | 41  | 7             | 13            | 20            | 24            | 11            | 1 | 2        | 3        | 6        |          |          |
| 2021/22     | BK Mladá Boleslav     | ČHL          | 3   | 0             | 0             | 0             | 2             | —             | — | —        | —        | —        |          |          |
| 2021/22     | PSG Berani Zlín       | ČHL          | 16  | 1             | 1             | 2             | 2             | —             | — | —        | —        | —        |          |          |
| 2021/22     | HC Kometa Brno        | ČHL          | 21  | 5             | 4             | 9             | 6             | 5             | 0 | 2        | 2        | 0        |          |          |
| 2022/23     | HC Kometa Brno        | ČHL          | 47  | 7             | 25            | 32            | 20            | 10            | 1 | 3        | 4        | 8        |          |          |
| 2023/24     | HC Kometa Brno        | ČHL          | 47  | 4             | 19            | 23            | 22            | 6             | 1 | 2        | 3        | 10       |          |          |
| 2024/25     | HC Kometa Brno        | ČHL          | 50  | 16            | 17            | 33            | 34            | 18            | 1 | 9        | 10       | 35       |          |          |
| ČHL celkově | ČHL celkově           | ČHL celkově  | 276 | 53            | 97            | 150           | 148           | 50            | 4 | 18       | 22       | 59       |          |          |
| SLH celkově | SLH celkově           | SLH celkově  | 112 | 31            | 36            | 67            | 111           | 8             | 1 | 4        | 5        | 20       |          |          |

## Reprezentace
| Rok                       | Tým                       | Soutěž                    | Z | G | A | B | TM |
| ------------------------- | ------------------------- | ------------------------- | - | - | - | - | -- |
| 2013                      | Česko 18                  | MS-18                     | 5 | 2 | 0 | 2 | 4  |
| Juniorská kariéra celkově | Juniorská kariéra celkově | Juniorská kariéra celkově | 5 | 2 | 0 | 2 | 4  |